# عينون شائع
عينون زرقاء أو عينون شائع عينون مبذول أو كريه أو زهرة الربيع الزرقاء (الاسم العلمي:Globularia vulgaris) هو نوع من النباتات يتبع جنس العينون من الفصيلة الحملية.